# تاريخ اليهود في إفريقيا
تشمل المجتمعات اليهودية الإفريقية:

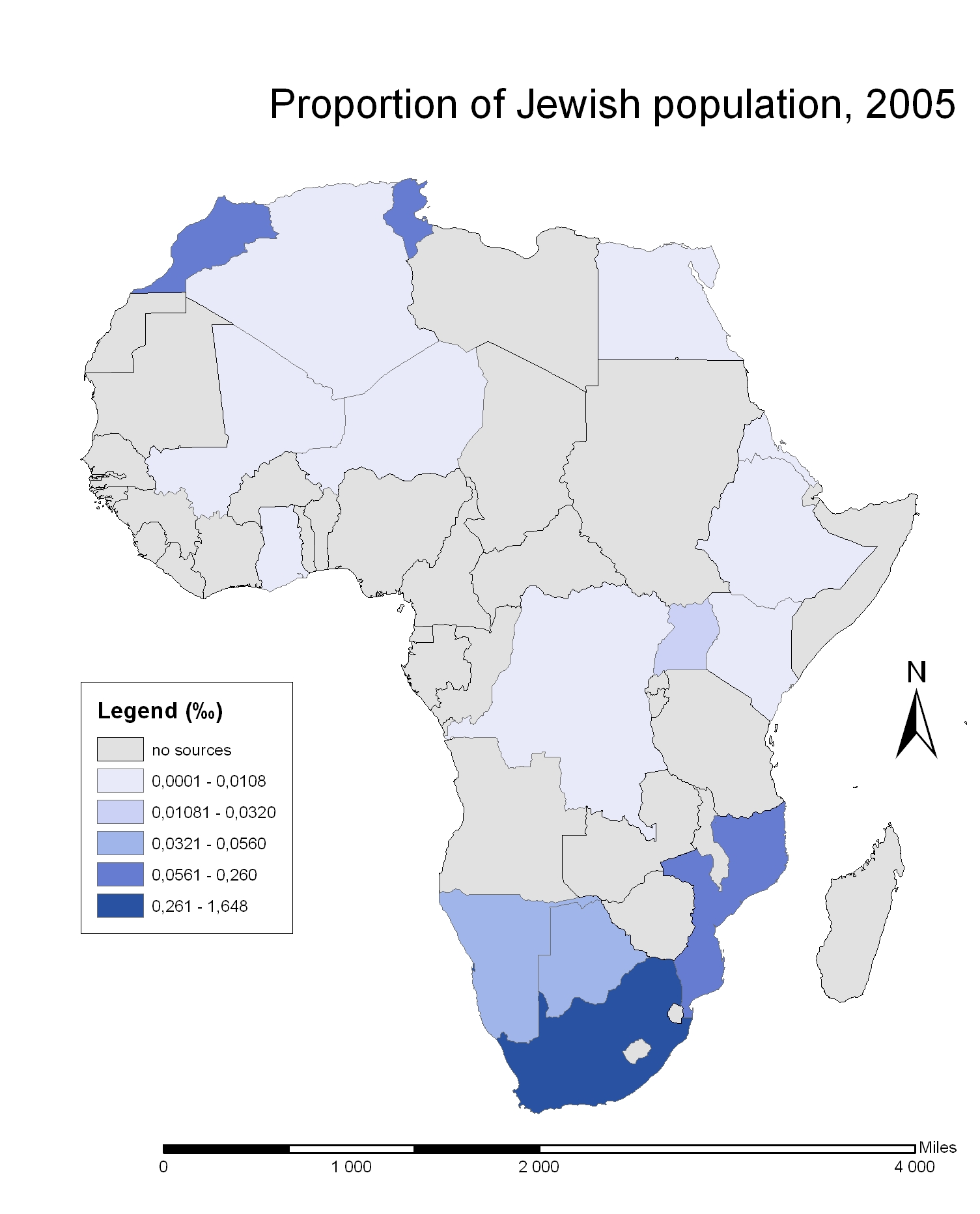
نسبة اليهود في إفريقيا

- اليهود السفارديون واليهود المزراحيون الذين يعيشون بشكل أساسي في المغرب العربي في شمال إفريقيا، بما في ذلك المغرب والجزائر وليبيا وتونس، وكذلك السودان ومصر. استقر بعضهم في وقت مبكر من الشتات؛ وآخرون استقروا بعد الطرد من إيبيريا في أواخر القرن الخامس عشر.
- يهود جنوب أفريقيا، ومعظمهم من اليهود الأشكناز ينحدرون من يهود ليتوانيا المهاجرين قبل الهولوكوست.
- بيتا إسرائيل الذين يعيشون في المقام الأول في منطقتي أمهرة وتيغراي في إثيوبيا وبشكل قليل في إريتريا.
- اليهود البربر (الأمازيغ)، الذين اندمج معظمهم واعتنقوا الإسلام، خاصة خلال الاضطهاد التاريخي للخلافة الموحدية في العصور الوسطى. يبلغ عدد السكان المعاصرين من اليهود البربر في إفريقيا الآن حوالي 8 آلاف شخص في المغرب، وقد هاجر معظمهم إلى إسرائيل منذ الحرب العربية الإسرائيلية عام 1948، إلى جانب أعداد أقل منتشرة في جميع أنحاء أوروبا وأمريكا الشمالية.
- المجتمعات التاريخية التي لم تعد موجودة في إفريقيا بسبب الاندماج، مثل يهود بلاد السودان في غرب إفريقيا، الذين كانوا موجودين قبل دخول الإسلام إلى المنطقة خلال القرن الرابع عشر.
- مجموعات مختلفة حديثة نسبيًا في جميع أنحاء إفريقيا، يدعي معظمها شكلًا من أشكال الهوية و/أو النسب اليهودي أو الإسرائيلي.

## المجتمعات القديمة
أقدم مجتمعات اليهود الأفارقة هم الإثيوبيون، ويهود غرب إفريقيا، واليهود السفادريون، واليهود المزراحيون في شمال إفريقيا والقرن الإفريقي.
في القرن السابع، فر العديد من اليهود الإسبان من الاضطهاد الذي كان يحدث تحت حكم القوط الغربيين وهاجروا إلى شمال إفريقيا، حيث شيدوا منازلهم في المدن التي يهيمن عليها البيزنطيون على طول ساحل البحر الأبيض المتوسط. وصل آخرون بعد الطرد من إيبيريا. بقيت آثار للجاليات اليهودية القديمة في المغرب وتونس ومدينتي سبتة ومليلية الإسبانية. يوجد مجتمع تقلص كثيرًا ولكنه ما يزال نابضًا بالحياة في جزيرة جربة في تونس. منذ عام 1948 وقيام حرب تأسيس إسرائيل، التي أثارت العداء في الأراضي الإسلامية، هاجر معظم يهود شمال إفريقيا الآخرين إلى إسرائيل.
من بين المهاجرين في القرن السابع، انتقل البعض إلى الداخل وقاموا بالتبشير بين القبائل البربرية (الأمازيغية). تحول عدد من القبائل، بما في ذلك جاراوة وأوليد جاري وبعض قبائل شعب داجاتون، إلى اليهودية. أفاد ابن خلدون أن كاهينا، وهي أميرة حرب بربرية قادت المقاومة ضد الفتوحات العربية الإسلامية في شمال إفريقيا في ثمانينيات وتسعينات القرن السابع، كانت يهودية من قبيلة جراوة. مع هزيمة التمرد البربري، لم تُجبر أي من المجتمعات اليهودية في البداية على اعتناق الإسلام.

### إثيوبيا
في عام 1975، اعترفت السلطات الدينية الإسرائيلية والحكومة بيتا إسرائيل في إثيوبيا كمجتمع يهودي قانوني. تم نقل مئات الأشخاص الذين أرادوا الهجرة إلى إسرائيل جوًا تحت قيادة رئيس الوزراء مناحيم بيغن. حصل بيغن على حكم رسمي من الحاخام الأكبر الإسرائيلي السفاردي (أو ريشون ليتسيون) عوفاديا يوسف أن بيتا إسرائيل كانوا من نسل القبائل العشر المفقودة. اعتقد الحاخامات أنهم ربما كانوا من نسل قبيلة دان؛ الفتاوي الحاخامية التي تناقش القضايا المتعلقة بالناس تعود إلى مئات السنين. وتم مع هذ الاعتراف، في العقود اللاحقة، نقل عشرات الآلاف من يهود بيتا إسرائيل جوًا إلى إسرائيل. تستمر الهجرة الكبيرة إلى إسرائيل في القرن الحادي والعشرين، مما أدى إلى تشكيل مجتمع يهودي إثيوبي مؤلف من حوالي 81 ألف مهاجر، بلغ عددهم إلى جانب 39 ألف طفل ولدوا في إسرائيل نفسها، حوالي 120 ألف بحلول أوائل عام 2009.
بسبب جوانب معينة من قوانين الزواج اليهودية الأرثوذكسية، حكم الحاخام يوسف أنه عند الوصول إلى إسرائيل، يجب على بيتا إسرائيل الخضوع لتحول شكلي إلى اليهودية. كان عليهم أن يعلنوا ولاءهم لأسلوب حياة هالاخي وللشعب اليهودي، بما يتوافق مع الممارسات التي تتبعها اليهودية الحاخامية الأرثوذكسية. لم يطلب منهم المتطلبات الرسمية العادية التي يفرضها الهالاخاه على المرتدين غير اليهود المحتملين، (مثل بريت ميلاه أو التغطيس في ميكفاه). قلة من السلطات الحاخامية الأشكنازية تعتبر أن التحولات هي تحولات فعلية وليست شكلية.
مع مرور الوقت، وبسبب عزلة مجتمعهم عن تلك الموجودة في أوروبا والشرق الأوسط، تطورت ممارسات بيتا إسرائيل لتختلف بشكل كبير عن ممارسات الأشكال الأخرى من اليهودية. في إثيوبيا، كان مجتمع بيتا إسرائيل مستقلًا في الغالب عن التلمود. كان لديهم شريعة شفهية خاصة بهم. في بعض الحالات، كان لديهم ممارسات مماثلة لتلك الخاصة باليهودية القرائية (الثامن وقوامه)، وفي حالات أخرى أكثر شبهًا باليهودية الحاخامية.
في كثير من الحالات، فسر شيوخهم الدينيون، أو الطبقة الكهنوتية، المعروفة باسم كيسم أو قيسوتش، القانون التوراتي للتناخ بطريقة مشابهة للمجتمعات اليهودية الحاخامية في أجزاء أخرى من العالم. بهذا المعنى، كان لبيتا إسرائيل تقليد مشابه لتقليد التلمود، على الرغم من أنه يتعارض في بعض الأحيان مع ممارسات وتعاليم المجتمعات اليهودية الأخرى.
أحد الاختلافات المهمة هو أن مجتمع بيتا إسرائيل لم يكن يحوي مهرجانات عيد المساخر وهانوكا، ربما لأنه تشعب عن الهيكل الرئيسي لليهودية قبل أن يتم الاحتفال بهذه الأعياد التوراتية. حاليًا، يحتفل معظم أفراد مجتمع بيتا إسرائيل الذين يعيشون في إسرائيل بهذه الأعياد.
وهم مجتمع يمر في مرحلة انتقالية. يقبل بعض القسيم التقليد الحاخامي/التلمودي الذي يمارسه اليهود الأرثوذكس غير الإثيوبيين. تلقى العديد من جيل الشباب من الإسرائيليين الإثيوبيين تعليمهم في المدارس الدينية وحصلوا على الشهادة الحاخامية (سميخا). يصر جزء معين من القسيم التقليديين على الحفاظ على شكلهم المنفصل والمتميز من اليهودية، مثلما كان يُمارس في إثيوبيا وإريتريا. اندمج العديد من الشباب اليهودي الإثيوبي الذين هاجروا إلى إسرائيل أو ولدوا هناك إما في الشكل السائد لليهودية الأرثوذكسية، أو في أسلوب حياة علماني.
تضم بيت أبراهام الإثيوبية نحو 50 ألف عضو. يدعي هذا المجتمع أيضًا أن تراثه يهودي. يعتقد العديد من الباحثون أنهم انفصلوا عن مجتمع بيتا إسرائيل منذ عدة قرون، وأخفوا عاداتهم اليهودية، وتبنوا ظاهريًا المسيحية الأرثوذكسية الإثيوبية.
كان مجتمع بيت أبراهام تقليديًا في الدرجات الدنيا من الحياة الاجتماعية الإثيوبية. شغلوا مهنًا مماثلة لتلك الموجودة في بيتا إسرائيل، مثل الحرف اليدوية. في الآونة الأخيرة، حاولت جماعة بيت أبراهام الوصول إلى الجالية اليهودية العالمية. شكلوا منظمة شيوا الشمالية الإثيوبية الصهيونية في محاولة لإنقاذ هويتهم اليهودية. تعرف هذه المجموعة باسم الفلاشمورا. نظرًا لعدم وجود دليل موثوق به على أصل يهودي، فإن السلطات الدينية الإسرائيلية وغيرها من المجتمعات اليهودية الدينية تطلب منهم إكمال التحول الرسمي ليتم الاعتراف بهم على أنهم يهود. أولئك الذين يفعلون ذلك يعتبرون متحولين.
شعب جيفات (المعروف محليًا باسم «فوجا» للتحقير) هم قبيلة إثيوبية جنوبية تنحدر من بيتا إسرائيل.